# Joth Hunt
Jonathan Hunt (nació el 6 de agosto de 1986), conocido como Joth Hunt, es un líder de adoración cristiano Pentecostal australiano, cantante-compositor, productor y director de música quién principalmente escribe canciones de alabanza y adoración. El creció en Planetshakers Church, y actualmente  es parte de la banda Planetshakers. Hunt a lanzado dos álbumes como solita, titulados "To Exist" (2002) y "Make a Stand" (2004).

## Biografía

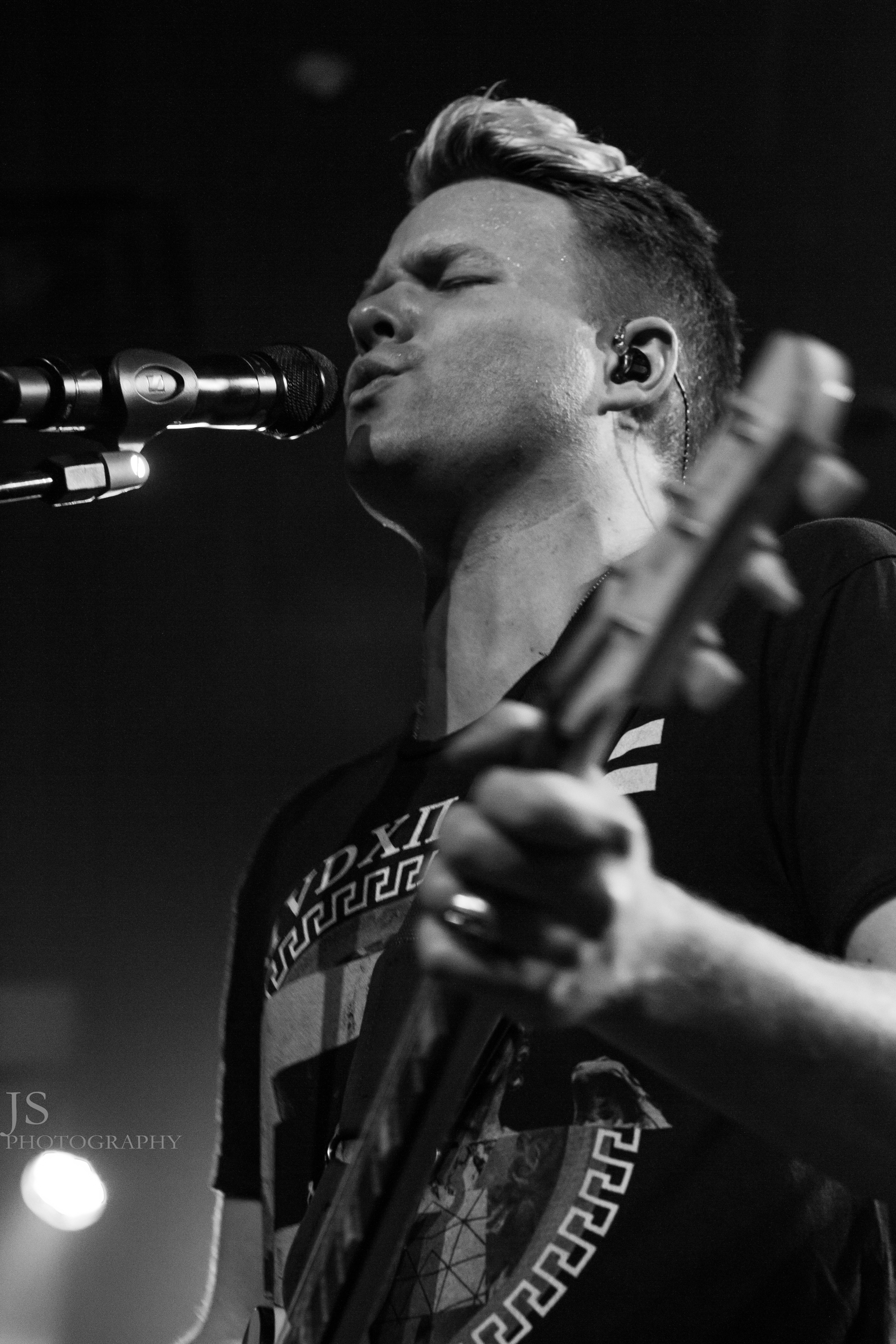
Actuación de Joth Hunt en el River of Life Christian Center.

Joth Hunt nació en 1986, en Australia. El creció en una familia muy musical dónde empezó tocando el piano, tambores y guitarra a la edad de 7. Joth desde temprana edad descubrió que Dios le había dado el don de la música y quería usar ese don para él. Cuando era niño, asistía a las conferencias de Planetshakers, comenzó a soñar cómo Dios podía usar su don para tocar música y supe desde muy temprano que Dios me había dado un don y yo quería usar ese don para Él. Comenzó a aprender a grabar música a los 14 años y comenzó a producir música. Actualmente está produciendo álbumes de Planetshakers. Los sueños que Dios puso en mi corazón se están haciendo realidad, dice Hunt.

## Vida personal
Joth Hunt se casó con Racheal el 26 de abril de 2010. Juntos tienen dos hijos llamados Josiah Eli y Gabriel Blaze Hunt. En enero de 2019 le diagnosticaron cáncer, debido a su enfermedad escribió las canciones "Only Way" y "God Is On The Throne", canciones de declaración de fe y victoria sobre la situación de Hunt. A los 10 días el médico realizó una operación en la que tras un mayor análisis desapareció el cáncer. Hunt manifestó su curación como un milagro de Dios.

## Discografía
- 2002: To Exist (Independiente)
- 2004: Make a Stand (Independiente)

### Como artista destacado
- 2013: Right Here Right Now (Single) - Young Chozen feat. Joth Hunt[18]
- 2016: We Are Free (Single) - Nathan Ironside feat. Joth Hunt[19][20]
- 2017: I Feel So Alive (Single) - René Abraham feat. Joth Hunt[21]

## Premios y nominaciones
En el 2014, Joth Hunt fue nominado a los Premios Arpa como mejor productor del año por el álbum Nada Es Imposible en español.